# ボビー・ダーリン
ボビー・ダーリン（英語: Bobby Darin, [ˈdɛərɨn], 本名：ウォルデン・ロバート・カソット、1936年5月14日 - 1973年12月20日）は、アメリカ合衆国の歌手、作曲家、俳優。ジャズやポップ、ロックンロール、フォーク、スウィング、カントリーミュージック等様々なジャンルを手掛けた。
ダーリンのキャリアはコニー・フランシスの作曲家として始まった。1958年の「スプリッシュ・スプラッシュ」が彼の初めてのミリオンセラーとなった。その後の「ドリーム・ラヴァー」、「マック・ザ・ナイフ」、「ビヨンド・ザ・シー」といった曲により、ダーリンは世界的に有名になった。1962年には、後に妻となるサンドラ・ディーと初共演した『9月になれば』（Come September）でゴールデングローブ賞を受賞した。
1960年代、彼は政治に対してより活動的になり、ロバート・ケネディの大統領選挙戦にも関わった。ケネディが暗殺された1968年6月5日の夜、ダーリンは同じロサンゼルスのアンバサダーホテルにいた。同年、彼は母親ではなく祖母に育てられ、姉だと思っていた女性が実際には母親であったと知った。これらの出来事にダーリンは深く影響を受け、長い引きこもり生活を送ることにもなった。
彼はテレビでカムバックを果たしたが、子どもの頃に患ったリウマチ熱の影響で健康状態が悪化していった。長くは生きられないと分かっていたダーリンは、若い頃から音楽によって励まされてきた。ロサンゼルスで心臓の手術を受けた後、37歳で死去した。

## 生い立ち
ダーリンはウォルデン・ロバート・カソットとしてニューヨークのイースト・ハーレム地区で生まれた。ダーリンは母方の祖母（彼は母親だと思っていた）に育てられた。ダーリンの母、バニーナ・ジュリエット・"ニーナ"・カソット（1917年11月30日 - 1983年）は1935年の夏、17歳の時に彼を妊娠した。おそらく、この時代では未婚のうちに妊娠することは恥ずべきことであったため、ニーナと彼女の母親は赤ちゃんをニーナの弟に成りすませる作戦を立てたのであった。
ダーリンの母方の祖父、サベリオ・アントニオ・"ビッグ・サム・カーリー"・カソット（1882年1月26日生まれ）は自称ギャングの一員のイタリア系で、ダーリンが生まれる数年前に肺炎により獄中で亡くなっていた。母方の祖母、ビビアン・ファーン・ウォルデン（1882年生まれ）は自分自身をポリーと呼び、イギリス系のヴォードヴィル歌手であった。
ダーリンは生まれてからずっと、ニーナが姉でポリーが母親だと思っていた。1968年、彼が32歳の時、ニーナはダーリンに真実を話したが、父親が誰であったか明らかにすることは拒み、その秘密は墓場まで持っていかれた。この事実は彼にとって衝撃的なものであったと伝えられている。
13歳までに、ダーリンはピアノ、ドラム、ギターなどの楽器を演奏することができた。後にハーモニカやシロフォンの演奏も身に着けた。
ダーリンは幼い頃にブロンクスへ移り（夏の別荘はスタテンアイランドにあった）、
名門のブロンクス科学高校を卒業した。ハンター・カレッジに入るとすぐに演劇の世界に引き付けられていった。わずか2学期を過ごした後、俳優の道に進むために退学した。

## 音楽
ダーリンの作曲家としてのキャリアは、ニューヨーク州ワシントンハイツの菓子屋で出会ったドン・カーシュナーとコンビを組んだことから始まった。「バブルガム・ポップ」を始めとして、ジングルや曲を書いた。1956年、代理人がデッカ・レコードと交渉し、契約を結んだ。これらの曲がデッカ・レコードにもたらした成功はほとんどなかった。
ブリル・ビルディングの売れない作曲家一団のうちの一人であったダーリンはコニー・フランシスを紹介され、いくつかの曲を書いた。2人は恋心を抱いていたが、彼女の父親はダーリンを好まず、認めなかったため、2人は別れることとなった。一時、ダーリンは彼女と駆け落ちをしようとしていた。ダーリンと結婚しなかったのは自分の人生において最大の間違いであったとフランシスは語っていた。
ダーリンはデッカを去り、アトランティック・レコードのサブ・レーベルであるアトコ・レコードと契約し、作曲、編曲活動を行った。ダーリンが録音した、ハリー・ウォーレンの「I Found a Million Dollar Baby」はエルヴィス・プレスリーのスタイルで歌われたが、彼の個性とは合わなかった。
アトランティックのアーメット・アーティガンに導かれ、1958年に発表した「スプリッシュ・スプラッシュ」でついにダーリンの人気が出始めた。この曲はラジオDJのマレー・カウフマンと共同で作った曲である。ダーリンがマレーの自宅を訪問した時、マレーの母ジーンから電話がかかって来た。彼女は新しい曲のテーマを「Splish, Splash, Take a Bath（お風呂でチャプチャプ）」にしようと提案した。マレー、ダーリンは2人ともパッとしないテーマだと感じたが、ダーリンは「このテーマで曲を作れる」と言った。それから1時間もしないで「スプリッシュ・スプラッシュ」を書き上げた。シングルの売り上げは100万枚を超えた。コンビを組んでいたカーシュナーはこの曲作りには関わっていなかった。「ザ・ディンドンズ」なるバンドとともに録音した別バージョンもブランズウィック・レコードから出された。「スプリッシュ・スプラッシュ」での成功に続き、「ザ・リンキー・ディンクス」の名義で「アーリー・イン・ザ・モーニング」がリリースされた。この曲もチャート入りし、最高24位となった。
1959年、ダーリンは自作したバラード曲「ドリーム・ラバー」をリリースし、数百万枚を売り上げた。経済的にも成功を収めるようになった。次のシングル「マック・ザ・ナイフ」はクルト・ヴァイルの『三文オペラ』で使われた曲で、ジャズポップ調で演奏されている。当初、ダーリンはシングルを出すことに反対していたものの9週連続で全米チャート1位を獲得し、200万枚を売り上げ、1960年のグラミー賞を受賞した。「マック・ザ・ナイフ」は後に殿堂賞も受賞した。また、ダーリンは同年の最優秀新人賞にも輝いた。
ダーリンは続いて「ビヨンド・ザ・シー」をリリースした。シャルル・トレネのフランス語のヒットソング「ラ・メール」をジャズ風にアレンジし、英語で歌った曲である。どちらの曲もアトランティック・レコードのアーメット・アーティガン、ネスヒ・アーティガンとジェリー・ウェクスラーがプロデュースし、リチャード・ウェスが編曲を担当した。
1950年代後半には、ダーリンはマンハッタンのディスコ「コパカバーナ」で史上最高の客入りを記録したり、ラスベガスの主要なカジノでの呼び物であった。
1960年にはシェルドン・ハーニックとジェリー・ボックの作詞作曲で、ブロードウェイ・ミュージカル『テンダーロイン』の劇中歌「アーティフィシャル・フラワーズ」がリリースされた。子どもの労働者の死をテーマにした悲劇的な歌詞が、ビッグバンドのジャズ風にアレンジされた曲調で歌われており、際立って対照的である。
1960年代、ドリス・デイの息子、テリー・メルチャーとともに、音楽出版・制作会社を立ち上げた。ウェイン・ニュートンと契約し、「ダンケ・シェーン」をリリースすると、これがニュートンのヒット曲となった。ダーリンはロジャー・マッギンも指導し、バーズを結成する前まではマッギンはダーリンのナイトクラブで12弦ギターを演奏していた。
1962年、ダーリンはカントリー・ミュージックを作曲し始める。「Things（初恋の並木道）」や「You're the Reason I'm Living（君のための僕）」、「18 Yellow Roses（別れのイエロー・ローズ）」などがヒットした。君のための僕、別れのイエロー・ローズの2曲はダーリンが1962年に移籍したキャピトル・レコードから発売された。ダーリンは1964年にキャピトルを去り、アトランティックに戻っている。
1966年、イギリスでは最後のヒット曲となる、ティム・ハーディンの「If I Were A Carpenter（この小さな願い）」のカバーをリリースした。ディズニー映画『That Darn Cat!』ではオープニング、エンディングの曲を歌った。ナンシー・シナトラの1967年のテレビ特番『ムービン・ウィズ・ナンシー』ではディーン・マーティンが「Things」を歌った。
ダーリンはジェイムズ・ダレンとは関連がないが、名前が似ている、年齢が同じ、2人とも映画『ギジェット』に関わっている、ティーン世代のアイドルとして始まり、さらに晩年にはポップジャスのバラードを歌った経歴も同じであり、しばしば混同される。ジェームズ・ダレンは映画で主役ギジェット（演：サンドラ・ディー）の恋人を演じた。現実ではダーリンとサンドラ・ディーが恋人で、結婚している
。

## 俳優
1959年秋、CBSで放送されたジャッキー・クーパー主演のシットコムドラマ『ヘネシー』で、ハニーボーイ・ジョーンズ役を演じた。1960年には、NBCで短期間放送された、スキップ・ホメイアー主演の犯罪ドラマ『ダン・レイブン』で自分自身の役を演じた。同年、彼はハリウッドの5つの主要映画スタジオと契約した唯一の俳優となった。彼は出演したいくつかの映画で作曲も担当していた。
ロック・ハドソンとジーナ・ロロブリジーダ主演のティーンエイジャー向けロマンチック・コメディ映画『9月になれば』（1961年）で、ダーリンは当時18歳のサンドラ・ディーと共演した。この映画で初めて知り合った2人は、恋愛関係になり、その後すぐに結婚した。サンドラ・ディーは1961年12月16日にドッド・ミッチェル・ダーリン（モーガン・ミッチェルとしても知られる）を出産した。ディーとダーリンは他にも数本の映画で共演しそこそこの成功を収めたが、1967年に離婚した。
1961年、ジョン・カサヴェテス監督のハリウッド主要スタジオでの初作品、『よみがえるブルース』で、売れないジャズミュージシャン役として主演した。
1962年、『9月になれば』でゴールデングローブ賞の新人男優賞を受賞した。翌年には『突撃隊』で主演男優賞 (ドラマ部門)にノミネートされた。
1963年、『ニューマンという男』で演じたPTSDの兵士役でアカデミー助演男優賞にノミネートされた。カンヌ国際映画祭でもフランス映画批評家協会の最優秀男優賞に選ばれた。
1964年、NBCの西部劇『幌馬車隊』で、傷を負い、孤児に助けられた前科者を演じた。

## 晩年
1960年代になるとダーリンは政治に対して活動的となり、彼が作る音楽もよりフォーク調になっていった。1966年、彼がカバーしたティム・ハーディンの「If I Were A Carpenter（この小さな願い）」 で、2年ぶりにトップ10に返り咲いた。
ダーリンは1968年、ロバート・ケネディの大統領選挙戦に同行した。1968年6月4日、カリフォルニア州の予備選挙のため、ダーリンとケネディはロサンゼルスへ向かい、宿泊したアンバサダー・ホテルで夜にケネディが暗殺された。この出来事と、本当の親について知ったことも合わさり、大きな影響を受けたダーリンは翌年の大半をビッグサー近くのトレーラーで隠居した。
1969年にロサンゼルスに戻り、ディレクション・レコードというレーベルを立ち上げ、フォークソングやプロテストソングをリリースした。1969年、「自由の広場（Simple Song of Freedom）」を書き、ティム・ハーディンが歌った。
1972年7月27日、NBCのバラエティー番組、ディーン・マーティンプレゼンツ：『ザ・ボビー・ダーリン・アミューズメント・カンパニー』に出演し、9月7日まで7回にわたって放送された。NBCのよく似た番組『ザ・ボビー・ダーリン・ショー』にも出演し、1973年1月19日から4月27日まで13回にわたって放送された。ダーリンはその後もテレビ番組のゲストとして出演し、トップクラスを維持していた。

## 私生活
ダーリンは1960年12月1日に女優のサンドラ・ディーと結婚した。彼らは映画『9月になれば』（1961年公開）で出会った。1961年12月16日に、息子のドッド・ミッチェル・ダーリン（モーガン・ミッチェル・ダーリンとも）が生まれた。ディーとダーリンは1967年3月7日に離婚した。
ダーリンの2人目の妻は法律事務所の秘書アンドレア・イェーガーで、1970年に出会い、3年の同棲を経て1973年6月25日に結婚した。4か月後の10月、ダーリンの健康状態が悪化している中で、死の苦痛から彼女を遠ざけるために離婚した。

### チェス
ダーリンは熱狂的なチェスプレーヤーであった。彼のテレビショーではたまにチェスの巧妙な手順を説明するコーナーがあった。
ダーリンはアメリカ合衆国チェス連盟のスポンサーとなるように段取りをつけ、その賞金額は史上最も高額となるはずだったが、彼の死後中止となった。

## 持病
ダーリンは8歳の時にかかったリウマチ熱で心臓を痛め、生涯にわたって病弱であった。1971年1月に2つの人工心臓弁を埋め込む手術が行われた。彼はその年のほとんどを手術からのリハビリに費やした。
亡くなるまでの最後の数年間は、舞台やステージでのパフォーマンスの後にはしばしば酸素を吸入していた。

## 死
1973年、抗生物質を投与された後、重篤な敗血症になった。彼の体はさらに衰弱し、心臓弁の1つに影響を与えた。12月11日、ロサンゼルスのシーダーズ・オブ・レバノン病院に出向き、2つの人工心臓弁を修復するために開胸手術が施された。12月19日夕方、5人からなる手術チームが6時間にわたって、彼の傷ついた心臓を治療した。手術が終わってすぐの翌日12月20日午前、ダーリンは意識を取り戻すことなく、回復室で息を引き取った。37歳であった。
ダーリンの最後の遺言は、彼の体を医療研究機関に寄付することであった。彼の死後すぐに、亡骸はUCLAメディカルセンター（ロナルド・レーガン・メディカルセンター）に運ばれた。

## 死後
1990年、ダーリンはロックの殿堂入りし、親友のポール・アンカが名誉を発表した。1999年、ダーリンはソングライターの殿堂入りした。
シンガーソングライターのアラン・オデイはダーリンの死後すぐ、多くの亡くなったミュージシャンを追悼する曲「ロックンロール天国」（ライチャス・ブラザーズが歌い、ヒットした）を書いた。歌詞にはダーリンや「マック・ザ・ナイフ」が登場する。
1998年、PBSによるドキュメンタリー番組『ボビー・ダーリン: ビヨンド・ザ・ソング』が放送された。
2007年5月14日、ダーリンはラスベガスを「世界のエンターテインメントの首都」にすることに貢献したとして、ラスベガス市内のウォーク・オブ・スターズにその名が刻まれた。ダーリンはハリウッド・ウォーク・オブ・フェームにも星が埋め込まれている。
2009年12月13日、第52回グラミー賞で特別功労賞を受賞した。

### 伝記映画
1986年、バリー・レヴィンソン監督はダーリンの生涯をもとにした映画を撮影することを意図し、1997年までにはプリプロダクションを始めた。しかし彼はプロジェクトを諦め、ケヴィン・スペイシーとダーリンの息子ドッドに権利が売却された。結果として、スペイシーがダーリン役として主演し、ダーリンになりきって彼の楽曲を歌った。映画ではダーリンの生涯のほとんどが描かれ、サンドラ・ディー役はケイト・ボスワースが演じた。
ダーリンの財団とかつてのマネージャー、スティーブ・ブラウナーのの同意を得て、2004年のトロント国際映画祭で封切りされた。ドッド・ダーリン、サンドラ・ディー、スティーブ・ブラウナーはスペイシーの作品に熱狂的に応え、制作会社は積極的に宣伝したが、映画の評価は悪く、興行収入は低調だった。しかしながら、スペイシーはゴールデングローブ賞のミュージカル・コメディ部門主演男優賞にノミネートされた。

### ミュージカル
2016年9月、『ドリーム・ラバー、ザ・ボビー・ダーリン・ミュージカル』がオーストラリアのシドニー・リリック劇場で上演された。18ピースのビッグバンドにより、ダーリンの物語が描かれている。ダーリン役はデヴィッド・キャンベルが演じた。

## ディスコグラフィ

### シングル
※主なシングルのみ記載
- ロック・アイランド・ライン - Rock Island Line (1956)
- I Found a Million Dollar Baby (1957)
- スプリッシュ・スプラッシュ - Splish Splash (1958)
- アーリー・イン・ザ・モーニング Early in the Morning (1958)
- ドリーム・ラバー - Dream Lover (1959)
- マック・ザ・ナイフ - Mack the Knife (1959)
- ビヨンド・ザ・シー - Beyond The Sea (1960)
- アーティフィシャル・フラワーズ - Artificial Flowers (1960)
- 電話にご用心 - If A Man Answers (1962)
- 初恋の並木道 - Things (1962)
- 君のための僕 - You're the Reason I'm Living (1963)
- 別れのイエロー・ローズ - 18 Yellow Roses (1963)
- この小さな願い - If I Were a Carpenter (1966)

### アルバム
- ザッツ・オール - That's All (1959)
- ジズ・イズ・ダーリン - This is Darin (1960)
- ダーリン・アット・ザ・コパ - Darin at the Copa (1960)
- 君のための僕 - You're the Reason I'm Living (1963)
- この小さな願い - If I Were a Carpenter (1966)
- Inside Out (1967)
- Bobby Darin Sings Doctor Dolittle (1967)

## フィルモグラフィ
- 『ペペ』 (1960)
- 『9月になれば』 (1961)
- 『よみがえるブルース』 (1962)
- 『ステート・フェア』 (1962)
- 『突撃隊』 (1962)
- 『If a Man Answers』 (1962)
- 『ニューマンという男』 (1963)
- 『おかしな気持』 (1965)
- 『早射ちガンマン』 (1967)
- 『Stranger in the House 』 (1967)
- 『ハッピーエンド/幸せの彼方に』 (1969)
- 『Happy Mother's Day, Love George』 (1973)